# Cladopyxis hemibrachiata
Cladopyxis hemibrachiata is een soort in de taxonomische indeling van de Myzozoa, een stam van microscopische parasitaire dieren. Het organisme komt uit het geslacht Cladopyxis en behoort tot de familie Cladopyxidaceae. Cladopyxis hemibrachiata werd in 1964 ontdekt door Balech.